# هاريس ماكدويل الثالث
هاريس ماكدويل الثالث هو سياسي أمريكي، ولد في 15 مارس 1940 في ميلدتاون في الولايات المتحدة. نشط حزبياً في الحزب الديمقراطي. وقد انتخب عضو مجلس ولاية ديلاوير ‏.

## وصلات خارجية
- الموقع الرسمي